# جولیا رابرتس
جولیا فیونا رابرتس (انگلیسی: Julia Fiona Roberts؛ زادهٔ ۲۸ اکتبر ۱۹۶۷) بازیگر آمریکایی است. او یکی از پول‌سازترین بازیگران هالیوود بوده و برای نقش‌های برجسته‌ای که در فیلم‌هایی با ژانرهای مختلف داشته شهرت دارد. فیلم‌های او بیش از ۳٫۹ میلیارد دلار در سراسر جهان فروش داشته‌است. او جوایز مختلفی از قبیل یک جایزهٔ اسکار، یک جایزهٔ فیلم بفتا و یک جایزهٔ گلدن گلوب کسب کرده‌است.
رابرتس در اوایل فعالیتش با حضور در فیلم‌های میستیک پیتزا (۱۹۸۸) و ماگنولیاهای فولادی (۱۹۸۹) به موفقیتی غیرمنتظره دست یافت و با بازی در نقش اصلی کمدی عاشقانهٔ زن زیبا (۱۹۹۰) خود را به عنوان یکی از بازیگران نقش اول معرفی کرد. او در دههٔ ۱۹۹۰ در فیلم‌های از لحاظ تجاری موفق عروسی بهترین دوست من (۱۹۹۷)، ناتینگ هیل (۱۹۹۹) و عروس فراری (۱۹۹۹) به ایفای نقش پرداخت. او برای بازی در فیلم زندگی‌نامه‌ای ارین براکویچ (۲۰۰۰) برندهٔ جایزهٔ اسکار بهترین بازیگر زن شد. او در دههٔ بعد با بازی در یازده یار اوشن (۲۰۰۱)، جنگ چارلی ویلسون (۲۰۰۷)، روز والنتاین (۲۰۱۰)، بخور عبادت کن عشق بورز (۲۰۱۰)، آگوست: اوسیج کانتی (۲۰۱۳؛ که برایش نامزد جایزهٔ اسکار بهترین بازیگر نقش مکمل زن شد) و اعجوبه (۲۰۱۷) به موفقیت بیشتری رسید. نقش‌آفرینی او در فیلم تلویزیونی قلب طبیعی (۲۰۱۴) از شبکهٔ اچ‌بی‌او برایش نامزدی جایزهٔ امی ساعات پربیننده را به همراه داشت.
رابرتس در اکثریت دههٔ ۱۹۹۰ و همچنین نیمهٔ اول دههٔ ۲۰۰۰ دریافت‌کنندهٔ بیشترین دستمزد در میان بازیگران زن جهان بود. دستمزد او برای زن زیبا (۱۹۹۰) ۳۰۰٫۰۰۰ دلار بود، در حالی که برای بازی در لبخند مونا لیزا (۲۰۰۳) دستمزد بی‌سابقهٔ ۲۵ میلیون دلاری دریافت کرد. دارایی خالص رابرتس تا سال ۲۰۲۰ حدود ۲۵۰ میلیون دلار برآورد شده‌است. مجلهٔ پیپل او را پنج بار به عنوان زیباترین زن جهان یاد کرده‌است.

## ابتدای زندگی و خانواده
جولیا رابرتس در اسمیرنا، جورجیا زاده شد. مادرش بتی لو (نام خانوادگی اصلی برِدِموس) (زاده ۱۹۳۴) یک بازیگر و مربی آمریکایی بود که در سال ۲۰۱۵ فوت شد و پدرش والتر گریدی رابرتس (۱۹۳۳–۱۹۷۷) نام دارند.
او یک خواهر بزرگتر به نا لیزانا «لیزا» و یک برادر بزرگتر به نام اریک رابرتس دارد همچنین یک خواهر نانتی به نام نانسی موتس دارد که از ازدواج دوم مادرش است که در ۳۷ سالگی در ۹ فوریه ۲۰۱۴ در اثر مصرف بیش از حد مواد مخدر درگذشت. والدین وی در سال ۱۹۵۵ ازدواج کردند. مادر وی در سال ۱۹۷۱ درخواست طلاق داد. طلاق در اوایل سال ۱۹۷۲ نهایی شد. از سال ۱۹۷۲، رابرتس در آتلانتا زندگی می‌کرد. در سال ۱۹۷۲، مادرش با مایکل موتس ازدواج کرد. . رابرتس پدرش را در هشت سالگی بر اثر سرطان از دست داد.
هنگامی که جولیا به دنیا آمد، آنها یک مدرسه بازیگری ویژه کودکان داشتند. یک نکته جالب دربارهٔ این مدرسه بازیگری، حضور دختران مارتین لوتر کینگ رهبر جنبش حقوق مدنی آمریکایی‌های آفریقایی‌تبار در این کلاس‌ها بود و هزینه تولد جولیا به عنوان هدیه از طرف مارتین لوتر کینگ برای جبران حضور فرزندانش در این کلاس پرداخت شد.
رابرتس از کودکی می‌خواست دامپزشک شود. او همچنین در گروه مدرسه خود کلارینت  می‌نواخت. وی پس از فارغ‌التحصیلی از دبیرستان کمبل اسمیرنا، در دانشگاه ایالتی جورجیا تحصیل کرد اما فارغ‌التحصیل نشد. او بعداً به شهر نیویورک رفت تا در حرفه بازیگری فعالیت کند. پس از حضور، او با آژانس مدل‌سازی کلیک امضا کرد و در کلاس‌های بازیگری ثبت نام کرد. او تبار انگلیسی، اسکاتلندی، ایرلندی، ولزی، آلمانی و سوئدی دارد.

## حرفه بازیگری

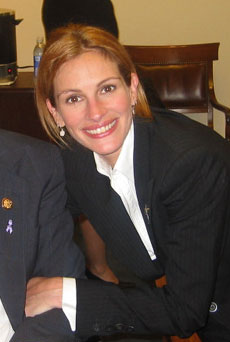
جولیا رابرتس ۲۰۰۲

شاید نخستین آشنایی‌های جولیا با نمایش به کارگاه نمایشی که پدر و مادرش در شهر آتلانتا تأسیس کرده بودند، بازمی‌گردد.
زمانی که برادر بزرگترش یعنی اریک رابرتس توانست، موفقیت‌هایی در بازیگری به‌دست بیاورد، او نیز تصمیم گرفت تا شانس خود را آزمایش کند تا ببیند استعداد بازیگری دارد یا خیر. او در نخستین تجربه بازیگری اش در ۱۹۸۸ میلادی در فیلم پیتزای مرموز و رضایت حضور پیدا کرد اما سکوی پرتاب او با فیلم زن زیبا شکل گرفت. فیلمی که جولیا را تبدیل به انتخاب نخست تماشاگران برای فیلم‌های درام رومانتیک کرد. اما جولیا در سال‌های بعد تصمیم گرفت که فیلم‌های جدی را در صدر کارهای خود قرار دهد، هرچند تماشاگران همیشه دوست دارند تا او را در فیلم‌های رومانتیک ببینند.
جولیا رابرتس همچنین در کنار بازیگری و مدلینگ، یک نویسنده فیلمنامه هم هست. او در طول سال‌های بازیگری اش جوایز متعددی را از آن خود کرده و آثار درخشانی همچون نزدیکتر، ارین براکویچ، زن زیبا و اوت را در کارنامه هنری اش دارد.
نخستین حضور پررنگ جولیا رابرتس در حرفه بازیگری به فیلم رضایت محصول ۱۹۸۸ میلادی بازمی‌گردد. او در این فیلم همبازی لیام نیسان بود. جولیا که پیش از این و در ۱۹۸۶ و ۱۹۸۷ میلادی در چند نقش کوتاه در سینما و تلویزیون ظاهر شده بود، توانست با این فیلم تا حدی خود را به جامعه سینمایی هالیوود معرفی کند. او در این سال‌ها در فیلم خون سرخ و سریال‌های جنایی حضور یافته بود. او یک نقش نیز در سریال معروف Miami Vice داشت.
جولیا رابرتس در ۱۹۸۹ میلادی و خیلی زود برای حضور در فیلم ماگنولیاهای فولادی توانست برای نخستین بار در کارنامه هنری اش نامزد دریافت جایزه اسکار و گلدن گلوب برای نقش مکمل زن شود. اما چند سال زمان نیاز بود تا جولیای جوان با حضور در فیلم زن زیبا و در کنار ریچارد گرِی توجه جهانی را به خود جلب کند. برعکس پیش‌بینی‌ها، او بیش از ریچارد گری که در آن سال‌ها بسیار معروف تر از جولیا رابرتس بود، دیده شد. این فیلم با فروش فوق‌العاده ۴۶۳ میلیون دلار به منتقدان صنعت سینما ثابت کرد که جولیا می‌تواند در یک فیلم خیلی خوب از نظر هنری و در عین حال با فروش بالا نیز بدرخشد. در ۲۰۰۵ میلادی مجله پریمیر جولیا رابرتس را هفتمین بازیگر زن برتر نامید.
حضور جولیا رابرتس به عنوان چهره پولساز در صنعت هالیوود
او برای این فیلم، دوباره نامزد جایزه اسکار شد و این بار در گلدن گلوب بهترین بازیگر نقش اول زن را از آن خود کرد. او یک سال بعد نیز با فیلم خوابیدن با دشمن یک بار دیگر فیلمی بسیار موفق از نظر تجاری را بر روی پرده سینما برد. درخشش جولیا باعث شد تا اسپیلبرگ کارگردان مطرح هالیوود برای فیلم هوک از او دعوت به همکاری کند. جولیا خیلی زود تبدیل به یک چهره پولساز در صنعت هالیوود شد. او در همان سال با حضور در فیلم جوان مرگ یک بار دیگر گیشه‌های سراسر دنیا را از آن خود کرد. شاید همین موفقیت در گیشه بود که جولیا را قانع کرد چیزی نزدیک به ۲ سال از پرده سینما دور باشد، تا این بار با انتخاب‌های جدیدی قدم به هالیوود بگذارد. در سال‌های ۱۹۹۰، ۱۹۹۱، ۲۰۰۰، ۲۰۰۲، ۲۰۰۵ و ۲۰۰۶ میلادی رابرتس در لیست ۵۰ زن زیبای مجله پیپل قرار گرفت.
جولیا رابرتس و حضور در لیست ثروتمندترین زنان جهان
پس از این غیبت، او در فیلم بازیگر محصول ۱۹۹۲ میلادی حاضر شد و تا ۱۹۹۶ میلادی سالیانه در ۲ فیلم موفق حضور داشت. از فیلم‌های شاخص جولیا در دهه ۹۰ میلادی می‌توان به من عاشق مشکلم، چیزی که می‌توان درباره‌اش حرف زد و نامادری اشاره کرد. او در ۱۹۹۷ میلادی نیز با فیلم عروسی بهترین دوست من در یکی از پر فروش‌ترین فیلم‌های سال، یک ایفای نقشی به یاد ماندنی داشت. با شروع ۲۰۰۰ میلادی او با دستمزد ۲۰ میلیون دلاری در فیلم ارین براکویچ حضور یافت. داستانی واقعی از زندگی یک فعال محیط زیست که یک تنه به جنگ شرکت غول انرژی آمریکایی PG & E رفته بود. حضور جولیا در این فیلم به قدری جالب توجه بود که مجله معتبر رولینگ استون در یک ویژه نامه کامل به تشریح این اجرا پرداخت. رابرتس از ابتدای ۲۰۰۰ میلادی تا به امروز در فیلم‌های شاخص بسیاری حضور یافته که از معروف‌ترین آنها می‌توان به سری یاران اوشن، نزدیکتر، جنگ چارلی ویلسون، هیولای پول، ولنتاین و اعجوبه اشاره کرد. جولیا نخستین بازیگر زنی است که به درآمد ۲۰ میلیون دلار دست پیدا کرد، نخستین بازیگر مرد جیم کری است.
در ۲۰۰۷ میلادی فیلم‌های جولیا رابرتس بیش از ۲ میلیارد دلار در باکس آفیس فروش داشت، در آن زمان وی به یکی از بزرگترین بازیگران زن تبدیل شد. همچنین در ۲۰۰۴ میلادی دارایی اش ۲۱۲ میلیون دلار تخمین زده شد. مجله فوربز در میان ۲۰ زن پولدار نام جولیا رابرتس را در جایگاه هشتم قرار داد.

## کارهای بشر دوستانه
رابرتس وقت و منابع خود را به یونیسف و همچنین سایر سازمانهای خیریه داده‌است. در ۱۰ مه ۱۹۹۵، رابرتس وارد شد، همان‌طور که وی گفت، «برای آموزش خودم.» فقر او پیدا شد طاقت فرسا. وی گفت: «قلب من فقط می‌ترکد.» مقامات یونیسف امیدوار بودند که دیدار شش روزه او منفجر شود: در آن زمان ۱۰ میلیون دلار کمک خواسته شد. در سال ۲۰۰۰، رابرتس داستان مستند فرشتگان خاموش را در مورد سندرم رت، یک اختلال رشد عصبی روایت کرد. این مستند برای کمک به افزایش آگاهی عمومی در مورد این بیماری طراحی شده‌است.
در ژوئیه ۲۰۰۶، رابرتس سخنگوی سوخت‌های زیستی زمین و همچنین رئیس هیئت مشاوره تازه تأسیس این شرکت در زمینه استفاده از سوخت‌های تجدید پذیر شد. او از کمپین گوچی چایم فور چینج (Chime For Change) که هدف آن گسترش توانمندسازی زنان است حمایت کرد. رابرتس صدای مادر طبیعت در یک فیلم کوتاه ۲۰۱۴ برای کانسرویشن اینترنشنال (Conservation International) بود که قصد داشت آگاهی را دربارهٔ تغییرات آب و هوایی افزایش دهد.

## زندگی شخصی

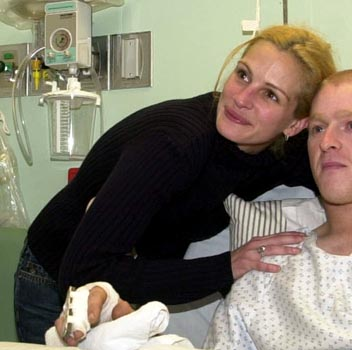
جولیا رابرتز با یک سرباز آمریکایی در بیمارستان پایگاه هوایی اینجرلیک (ترکیه)، در سال ۲۰۰۱.

رابرتس با بازیگران جیسون پاتریک ،لیام نیسون، کیفر ساترلند، دیلن مک درموت و متیو پری روابط عاشقانه داشت. مدتی با کیفر ساترلند نامزد بود و شش روز قبل از ازدواج رسمی در سال ۱۹۹۱ از وی جدا شد ولی حال رابطهٔ بسیار دوستانه‌ای با کیفر دارد. در ۲۵ ژوئن ۱۹۹۳، او با خواننده آمریکایی لایل لاوت ازدواج کرد. عروسی در کلیسای سنت جیمز لوتران در مریون، ایندیانا برگزار شد. رابرتس در مارس ۱۹۹۵ به دلیل مشغله کاری به صورت توافقی طلاق گرفتند و تصمیم گرفتند تا ابد بهترین دوستان هم بمانند. از سال ۱۹۹۸ تا ۲۰۰۱، رابرتس با بازیگر آمریکایی بنجامین برت دیدار کرد.
رابرتس و شوهرش، دانیل مودر، فیلمبردار، در سال ۲۰۰۰ در حالی که هنوز با برت دوست نبود، در صحنه فیلم او آشنا شدند. در آن زمان، مودر با ورا استیمبرگ ازدواج کرده بود. او کمی بیشتر از یک سال بعد تقاضای طلاق کرد و پس از نهایی شدن، او و رابرتس در ۴ ژوئیه ۲۰۰۲ ازدواج کردند در تائوس، نیومکزیکو با هم ازدواج کردند.
آنها دو فرزند دوقلو به نام هازل و فینکس متولد نوامبر ۲۰۰۴ و یک پسر به نام هنری متولد ۲۰۰۷ دارند.

## جولیا رابرتس و افتخارات
جولیا رابرتس چهار بار نامزد دریافت جایزه اسکار شده‌است که از آن میان یک بار برای فیلم ارین براکویچ این جایزه را تصاحب کرده‌است. او همچنین برای ایفای این نقش، برنده جایزه بفتا نیز شده‌است. او همچنین از ۹ بار نامزدی دریافت جایزه گلدن گلوب، ۳ بار هم موفق به بردن این جایزه شده‌است.
در مجموع وی یکی از ۱۶ بازیگر زنی به‌شمار می‌رود که برای نقش آفرینی در یک فیلم، جوایز بفتا، گلدن گلوب، جایزه انجمن منتقدان فیلم، اسکار و جایزه انجمن بازیگران فیلم را دریافت کرد. همچنین در ۲۰۰۷ میلادی جایزه فیلم آمریکا را دریافت کرد. ۱۳ فیلم جولیا رابرتس حداقل در یکی از بخش‌های اسکار نامزد شده‌است.

## جوایز و افتخارات
- کاندیدای بفتا بهترین بازیگر نقش اول زن برای فیلم زن زیبا
- گلدن گلوب: بهترین بازیگر نقش اول زن (۲۰۰۰) در نقش ارین براکوویچ
- جایزه اسکار (۲۰۰۰) در نقش ارین براکوویچ
- برنده بفتای بهترین بازیگر نقش اول زن برای فیلم ارین براکویچ در سال ۲۰۰۰